# Igreja Católica na Tunísia
A Igreja Católica na Tunísia é parte da Igreja Católica universal, em comunhão com a liderança espiritual do Papa, em Roma, e da Santa Sé. Apesar de hoje ser um país predominantemente muçulmano, a Tunísia tem uma rica história cristã desde os tempos da cidade de Cartago. Nesta mesma cidade, viveram três dos mais influentes pais da igreja: Tertuliano (160–230 d.C.), Cipriano (210–258 d.C.) e Agostinho (354–430 d.C.). Hoje em dia a maioria dos cristãos tunisianos prefere esconder sua fé, devido às hostilidades e à pressão que enfrentam da sociedade em geral. Isso torna perigoso compartilhar a fé com colegas, vizinhos, amigos ou até mesmo com os familiares. Há a dificuldade da comunidade se reunir para os serviços religiosos, como as Missas. Qualquer exposição pode implicar em represálias, pelo fato de serem monitorados pelos serviços de segurança do governo.

## História

### Igreja primitiva
O atual território da Tunísia é parte do que era Cartago, cidade no Golfo de Túnis, localizada a 20 km da atual capital tunisiana, Túnis. A cidade foi conquistada pela República Romana em 146 a.C., como parte da África Proconsular. Não é possível provar se a Igreja africana tem origem apostólica. O cristianismo chegou a Cartago por volta do ano 150, trazido de Roma e do Oriente, e floresceu rapidamente (mais de 20 basílicas conhecidas); mas sofria repetidamente com a perseguição e as heresias. Os atos dos 12 mártires escilitanos (m. 17 de julho de 180) são o documento cristão mais antigo do norte da África. Em 197, Tertuliano passou a apoiar e divulgar a penetração do cristianismo em todas as classes da sociedade, o que indica que a evangelização havia começado há algum tempo. Em 202, ocorreu uma perseguição promovida por Décio, além de outra perseguição entre 211 e 212, e posteriormente, o mais severo de seu governo, entre 249 e 250. Houve muitos martírios nesse período.

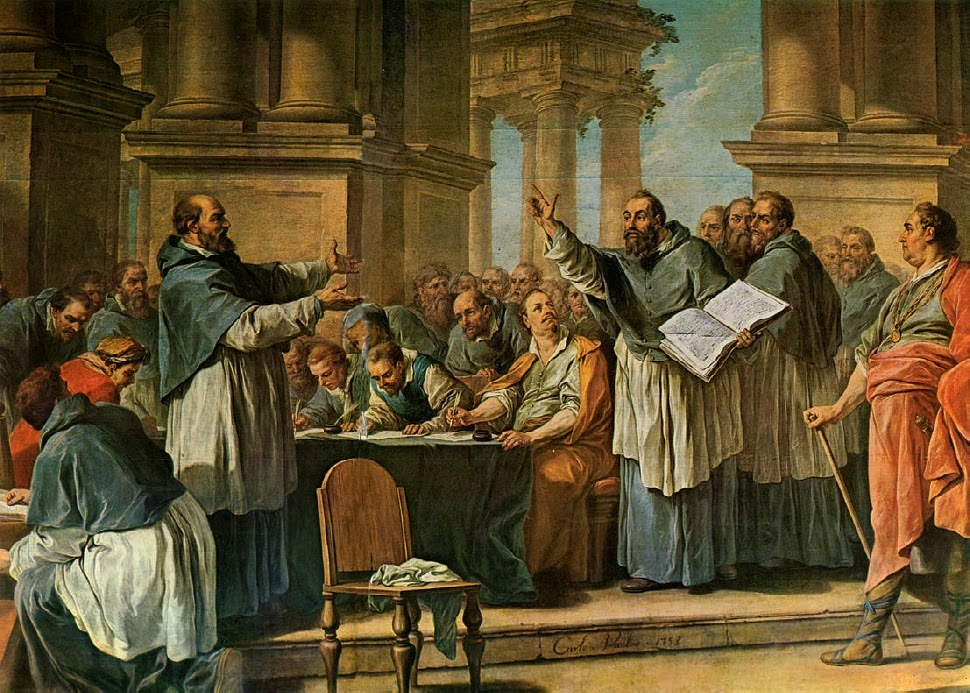
Agostinho de Hipona discutindo com os donatistas, por Charles-André van Loo

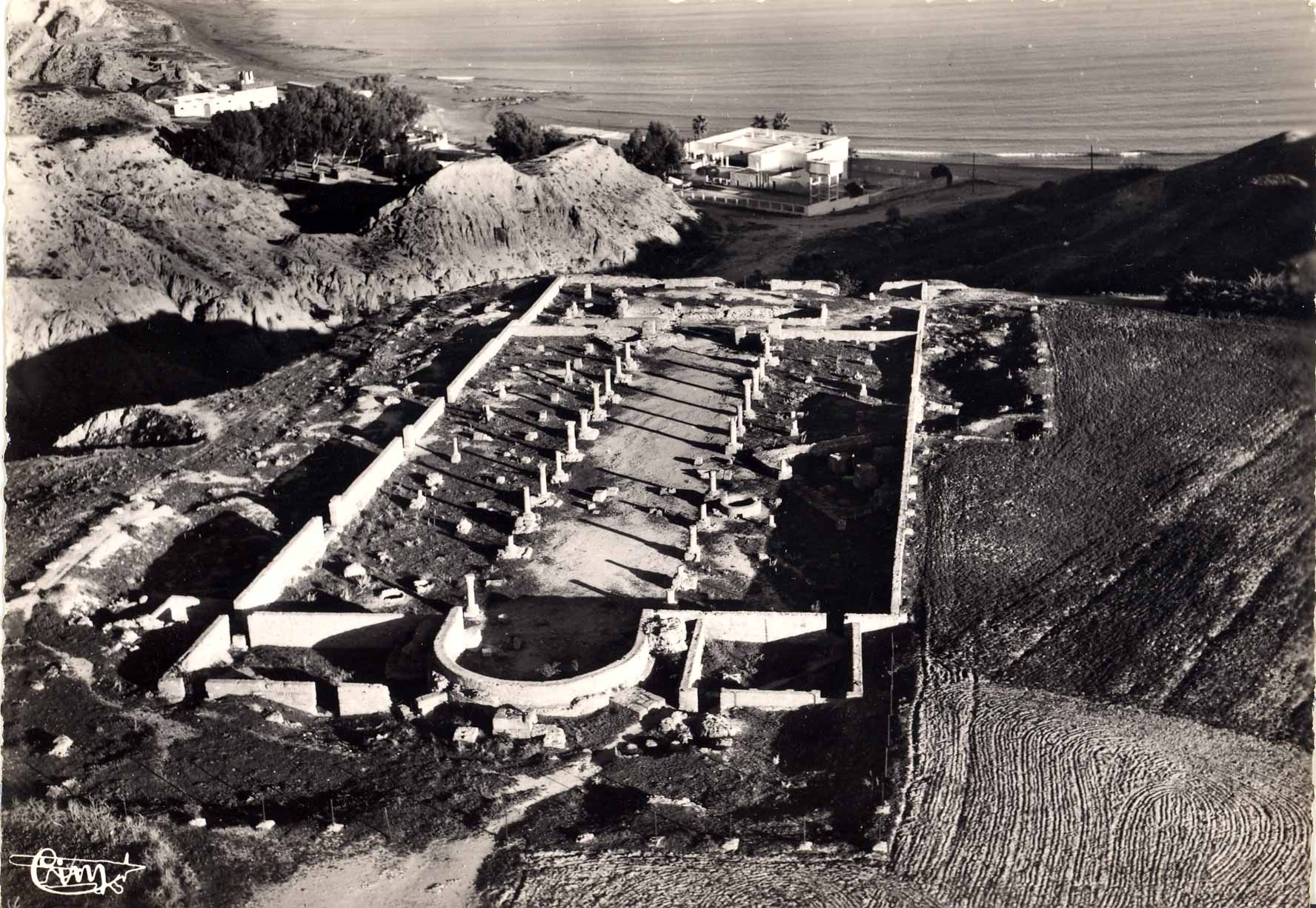
Vista aérea de 1950 das ruínas da Basílica de São Cipriano, em Cartago

Um fato marcante é o grande número de bispos na região, condição explicada pelo fato de que pequenas dioceses eram habituais. No ano 225, havia pelo menos 70 bispos na África Proconsular e na Numídia; por volta de 411, havia 470 bispos e o número havia aumentado para quase 600 em 430. A única sé metropolitana para todas essas dioceses era Cartago. O primeiro bispo conhecido de Cartago, Agripino, presidiu mais de 70 bispos em um concílio (c. 220) que declarou inválido o batismo administrado por hereges. O maior bispo de Cartago, o mártir São Cipriano, de cujo episcopado (248–258) data a primazia eclesiástica de Cartago na África. Seu trabalho caritativo era focado em pessoas vítimas da fome e da peste, convocou vários sínodos, dentre eles um concílio de 87 bispos em que foi defendida a prática tradicional africana de "rebatismo", sendo abandonada após o Concílio de Arles (314). O imperador Galiano restabeleceu a paz na Igreja, mas esta foi interrompida pela perseguição de Diocleciano em 295, que começou no exército com o martírio do jovem Maximiliano de Tébessa. Quando a perseguição se generalizou em 303, os martírios chegaram a dezenas de homens e mulheres.

### Heresias e chegada do islã
Os donatistas, com seus bispos, causaram muitos problemas à Igreja Católica cartaginesa de 311 até a época de Santo Agostinho, que estudou em Cartago e tornou-se ali um defensor do maniqueísmo. O donatismo foi criado pelo bispo cismático Donato em 355 e se espalhou rapidamente. Apesar da perseguição do imperador Constantino, foi condenado primeiro por uma sentença eclesiástica romana em 313 e depois pelo concílio de Arles em 314. Optato de Milevi e Santo Agostinho descreveram detalhes dos horrores perpetrados pelos donatistas, especialmente as circuncisões contra padres e monges católicos. A seita aumentou tão rapidamente que 270 bispos compareceram a um conselho donatista de 336. Após a morte de Donato, ele foi sucedido por Parmeniano, que não apenas exibia atividades da organização, mas também escreveu obras anticatólicas. Os donatistas se dividiram em várias seitas, contra as quais Agostinho se posicionou fortemente. O imperador Honório ajudou a causa católica e, em 411, realizando uma reunião em Cartago, com a presença de 286 bispos católicos e 284 donatistas. Bispos de ambos os lados foram autorizados a apresentar seus pontos de vista. O imperador ordenou que os cismáticos retornassem à Igreja Católica, ameaçando os desobedientes com confisco, punição corporal e deportação. Em 412, Santo Agostinho admitiu a sabedoria da intervenção do Estado contra as atividades destrutivas dos donatistas e as circuncisões. O cisma foi muito enfraquecido. No entanto, até mesmo o Papa Gregório I reclamou no século VI que o erro ainda não havia sido completamente erradicado na África.
A partir de 411, surgiu em Cartago o pelagianismo,. uma heresia que dizia que não era necessário o auxílio da graça de Deus para que o homem realizasse atos de virtude Nesse mesmo ano, um concílio quebrou a força do donatismo. O pelagianismo foi condenado em um outro concílio, do ano 418, e que contou com mais de 200 bispos sob o comando do bispo Aurélio (391–429), e compilando um códice de cânones da Igreja Africana; os cânones do concílio sobre o pecado original, a graça e a necessidade da oração mostram a influência de Santo Agostinho, amigo íntimo e colaborador de Aurélio. Após a morte de Aurélio, houve a ascensão de doutrinas que punham em xeque à ortodoxia da doutrina católica, que deram força aos saques de vândalos arianos em Cartago (439) e em Roma (455), e quase acabaram com a primazia eclesiástica de Cartago em uma perseguição que teve poucas tréguas. Santo Agostinho dedicou uma série de obras brilhantes em refutação ao donatismo, e depois ao pelagianismo. Com a colaboração de Celéstio, Pelágio negou o pecado original e alegou que o homem podia realizar boas ações e evitar o pecado sem a graça interna. Ambos chegaram a Cartago em 410, mas Pelágio partiu para a Palestina. Paulino de Milão atacou fortemente os erros de Celéstio e, ao recusar-se a fazer uma retratação, este foi excomungado pelo concílio de Cartago em 411. Agostinho viu a rejeição fundamental do cristianismo implícita na heresia e trouxe à tona as obras que lhe renderam o título de Doutor da graça. Os papas Inocêncio I e Zósimo deram razão ao santo, condenando a heresia pelagiana.
De 439 a 454, a sé episcopal ficou vazia, até que Genserico, rei vândalo, instituiu um bispo ariano. A liturgia era celebrada em língua vernácula, em oposição à liturgia de Cartago, a qual era quase idêntica à de Roma. O bispo Deográcias (454–457), conhecido por sua caridade para com cativos do Saque de Roma, foi sucedido após 24 anos por Eugênio, que também foi feito bispo e conhecido por sua caridade. O bispo Eugênio foi condenado a trabalhos forçados pelos vândalos entre os anos 484 e 487 e depois exilado em Albi, na França (496), onde veio a morrer, no ano 505. Não houve sucessor até 523. Embora Justiniano reconstruísse as igrejas e protegesse a ortodoxia, Cartago declinou sob o domínio bizantino. Após a morte de Justiniano, 565, os bispos que comandaram a sé de cartaginesa não puderam impedir os abusos das autoridades e os católicos se voltaram para a Sé de Roma, que interveio na crise. O concílio de 646 condenou o monotelismo, trazido por refugiados cristãos da conquista árabe da Síria e do Egito, e foi o último evento conhecido da Igreja em Cartago antes da conquista árabe. Após o ano 698, a Igreja sobreviveu, mesmo com um status inferior.

### Pós-conquista muçulmana

Reino da Sicília (em verde) em 1154, o que representa a extensão da conquista normanda na Itália

Em 990, Cartago teve seu bispo eleito, e o enviou a Roma para consagração. Os papas escreveram aos bispos e à Igreja de Cartago por diversas ocasiões, como nos anos 1053, 1073 e 1076, bem como aos governantes locais do norte da África em preocupação aos cristãos de lá. Após a conquista normanda da Sicília (1061–1091) e a conquista almóada do norte da África, o cristianismo quase desapareceu em Cartago. A partir do século XIII, a Europa procurou recuperar o norte da África cristão. São Luís IX da França morreu sitiando Túnis, em 1270, que substituiu Cartago em importância. Os sacerdotes e religiosos trinitários e mercedários resgatavam escravos cristãos traficados na região. Franciscanos e dominicanos continuaram o trabalho missionário. A Congregação para a Propagação da Fé enviou os capuchinhos em 1624 e os vicentinos em 1645 para a África cartaginesa. Em 1741, Cartago se tornou um vicariato apostólico. Uma capela foi construída e dedicada a São Luís IX em Cartago em 1839. Já em 1875 os padres brancos também chegaram a Cartago, a fim de levar o evangelho aos muçulmanos. Sob o protetorado francês, Cartago foi novamente considerada sé metropolitana sem sufragâneas em 1884 e primaz da África (1893) sob o comando do cardeal Charles Lavigerie.

### Monasticismo
O movimento monástico foi introduzido na África em sua forma cenobítica por Santo Agostinho em 388 depois de seu retorno da Itália. Anteriormente, monges e virgens individuais, incluindo irmãs donatistas, existiam na África, mas não há registros de mosteiros anteriores a 388. Agostinho propagou o movimento, como convertido, sacerdote e bispo, vivendo com um grupo de ascetas. Sua irmã tornou-se superior de um convento de freiras em Hipona, e o mosteiro de Agostinho forneceu dez bispos para outras igrejas, que transplantaram a vida monástica para suas novas dioceses.
Mesmo durante o período em que os vândalos governaram a África, entre 429 e 534, o monasticismo floresceu em círculos religiosos e leigos. Um testemunho disso é a vida de São Fulgêncio de Ruspe, que seguiu os moldes de Agostinho. Em 439, Cartago é invadida pelos bárbaros Durante o reinado vândalo, a Igreja primitiva voltou a ser duramente perseguida: somando todo o norte da África, o número de bispos católicos foi reduzido de 164 para três. As tentativas de reconciliação não foram bem sucedidas, e quinhentos clérigos de Cartago foram açoitados e exilados, cerca de 5.000 católicos, incluindo muitos clérigos, foram exilados entre os selvagens mauros, além da tentativa de destruir a vida monástica africana, ordenando que todos os mosteiros de homens e mulheres, juntamente com seus habitantes, fossem dados aos mauros. Sua morte pôs fim à perseguição e o rei Guntamundo permitiu que os bispos exilados retornassem em 494. O rei Trasamundo conduziu a perseguição mais dura: nenhum bispo podia ser eleito e, quando esse decreto foi violado em Bizacena, 120 bispos foram exilados na Sardenha, de onde retornaram somente após sua morte, quando o rei Hilderico concedeu um período de paz para a Igreja. O último rei, Gelimero, foi conquistado pelo exército de Justiniano I, sob a liderança de Belisário, em 534.

### Império Bizantino

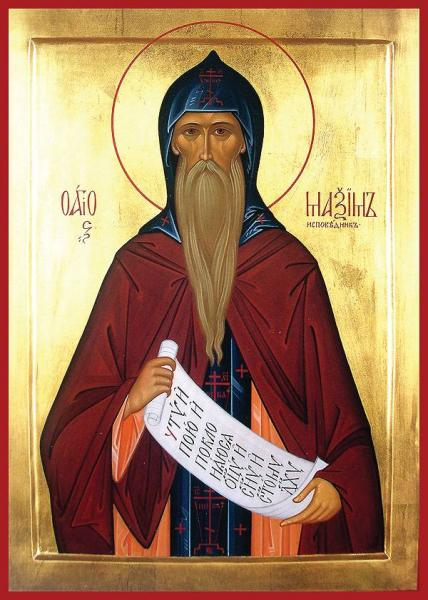
São Máximo, o confessor

Sob o domínio bizantino, parte do antigo esplendor da Igreja retornou; teólogos famosos como Fulgêncio Ferrando. Os bispos cartagineses se envolveram em um grande atrito com Justiniano devido a disputas do texto do Sínodo de Constantinopla de 543, episódio que ficou conhecido como Controvérsia dos Três Capítulos, e que levou à excomunhão do Papa Vigílio. Monges e bispos africanos foram exilados por sua oposição.
A ocupação bizantina, no entanto, não trouxe uma paz duradoura para a África. Os mauros infligiram muitas derrotas aos bizantinas e muitos cristãos, incluindo 70 monges, que, com seu abade, Donato, fugiram para a Espanha por volta do ano 570. Entretanto, muitos mauros se converteram ao
cristianismo. No século VII, os imperadores bizantinos favoreceram o monotelismo — uma heresia rejeitada pelos monges africanos sob os ensinamentos de Máximo, o Confessor. Em 638, o imperador Heráclio, com sua Éctese, impôs o monotelismo em toda a Igreja, e a maioria dos africanos se recusou a assinar o documento e em 645 se revoltou contra seu sucessor Constante II.
As divergências entre o clero africano facilitou o caminho para as invasões árabes, que começaram com um primeiro ataque em 643. Os árabes renderam Cartago em 698 e tomaram a última fortaleza bizantina em Septem, em 709. Os maometanos gradualmente provocaram a extinção do cristianismo, primeiro por uma rápida conversão do volátil dos mauros, depois por um processo de desgaste, reduzindo o número de bispados para três em toda a África no papado de Gregório VII. O cristianismo ainda conseguiu sobreviver no território até o século XI, enquanto que sua presença havia desaparecido por completo no século XIII. Somente no século XIX a fé católica voltaria a surgir no país, quando muitos franceses e outros cristãos expatriados foram para o país.

### Desaparecimento
De modo que a presença cristã desapareceu por completo no século XIII, o papel da Igreja Católica permaneceu estático e discreto pelos séculos seguintes. O Papa Gregório XVI transformou a Prefeitura Apostólica de Túnis em vicariato apostólico em 1843. Em 1881, a Tunísia tornou-se um protetorado francês, e nesse mesmo ano, o arcebispo, depois transformado em cardeal, Charles Lavigerie, de Argel, foi nomeado vigário apostólico. Três anos depois, enquanto mantinha a Sé de Argel, Monsenhor Lavigerie também se tornou arcebispo de Cartago e primaz da África. Grande parte da energia do cardeal Lavigerie durante os últimos oito anos de sua vida foi dedicada à restauração da antiga Sé de Cartago. Além de suprir as necessidades espirituais dos 50.000 europeus que moram na Tunísia, Lavigerie abriu o Colégio de St. Louis para a população muçulmana, confiando-o aos padres brancos. O testemunho católico romano cresceu consideravelmente e um arcebispo de Cartago foi nomeado em 1884.

### Independência

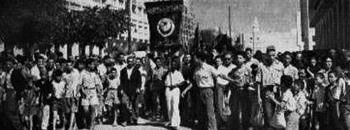
Foto de Túnis em 20 de março de 1956 — dia da independência da Tunísia

A região declarou sua independência da França em 20 de março de 1956, fazendo com que boa parte dos europeus residentes na Tunísia retornassem a seus países de origem, por medo de represálias. Com isso, a vida pública da igreja se tornou mais restrita; os expatriados podiam frequentar as missas sem muita dificuldade, mas os tunisianos que se converteram do islamismo à fé cristã enfrentavam grande oposição. As relações com a metrópole se deterioraram ainda mais no final da década de 1950, resultado de conflitos entre tropas tunisianas e francesas ao longo da fronteira com a Argélia e do bombardeio retaliatório de uma vila tunisiana por aviões militares franceses. A disputa durou até outubro de 1963. Na maior parte, os católicos que permaneceram na Tunísia após a independência viviam nas cidades, fazendo com que as paróquias rurais caíssem em desuso. O número de padres diminuiu proporcionalmente, sendo que parte dos remanescentes eram os padres brancos, cujo centro de estudos árabes (em francês:  Institut des Belles Lettres Arabes) era muito apreciado pelos intelectuais muçulmanos por seu espírito penetrante de um conhecimento profundo, amigável e desinteressado do país.
Um acordo de 10 de julho de 1964, concluído entre a Santa Sé e o governo de Habib Bourguiba, alterou radicalmente a situação da Igreja na Tunísia. A Arquidiocese de Cartago foi suprimida e substituída pela Prelatura de Túnis, que foi elevada a diocese em 1995. Apenas sete igrejas, das quais duas localizadas em Túnis, continuaram sendo propriedade da nova prelatura; mais de cem outras, muitas das quais ficaram vacantes, foram entregues, sem compensação, ao estado tunisiano, que as converteu em usos civis. A Catedral de Cartago foi transformada em museu. Somente institutos educacionais e de enfermagem administrados pela Igreja, incluindo o hospital em Túnis, foram autorizados a continuar suas atividades. A constituição declarava o Islã como a religião do Estado, embora a Igreja Católica recebesse um status especial devido ao seu reconhecimento formal pelo governo.
Enquanto o fundamentalismo islâmico começou a ganhar posição na Tunísia no início da década de 1990, o governo respondeu reprimindo todos os militantes muçulmanos.

## Atualmente

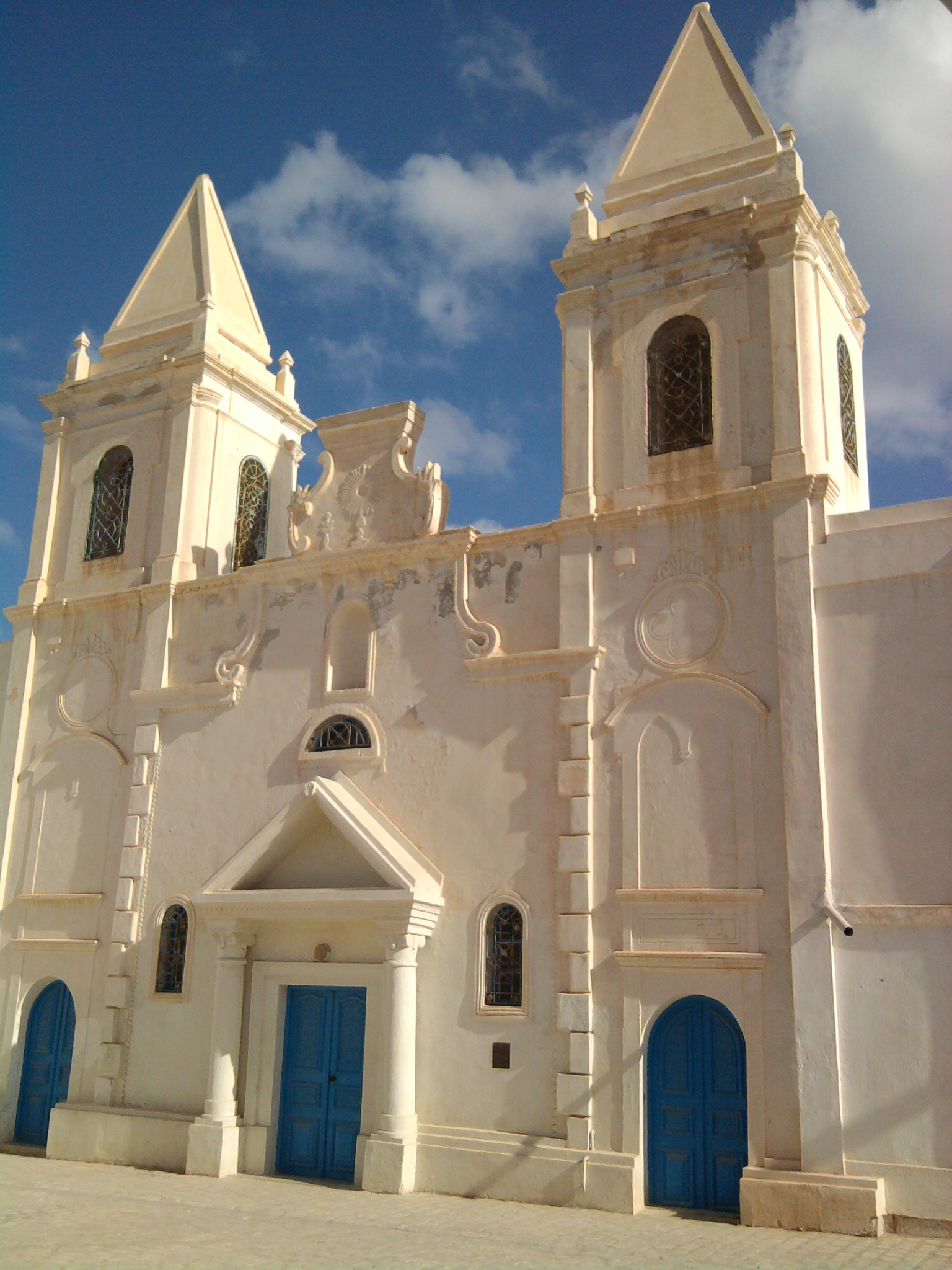
Igreja de São José, em Houmt Souk

Em 2000, havia 13 paróquias em Túnis, atendidas por 15 sacerdotes seculares e 20 religiosos. A Igreja possuía cinco igrejas e sete centros culturais. Os religiosos incluíam menos de dez irmãos e 175 irmãs, que administravam as oito escolas primárias e cinco secundárias católicas do país, a maioria de seus estudantes muçulmanos. A Igreja na Tunísia incentiva seus fiéis a viver entre a maioria muçulmana em um espírito de serviço desinteressado, dando sua contribuição para criar uma qualidade de vida segura para todos os tunisianos.
A nível da família, os convertidos do islã para o cristianismo geralmente não recebem apoio de seus entes. Há casos de convertidos sendo trancados em casa pela própria família; deixar o islã não é apenas visto como uma traição religiosa, mas como uma traição à família. Enquanto isso, a nível social, militantes islâmicos têm ganhado força, e espalham o medo por todo o país. Convertidos são detidos e interrogados pelas autoridades sobre suas atividades e por portarem literatura cristã; além disso, donos de lojas convertidos são forçados a encerrar seus negócios ou têm suas lojas vandalizadas. E por fim, a nível político, os partidos islâmicos ainda são influentes. Movimentos islâmicos aliados ao crime organizado criam inquietação na sociedade tunisiana e contribuem para o aumento dos já altos níveis de medo entre os cristãos.
Vandalismo a igrejas, casas e comércios de cristãos tem aumentando no país. Um jornalista que investigou a situação dos cristãos tunisianos com profundidade afirmou:
| “ | Eles enfrentam discriminação e ameaças que muitas vezes são obscuras e parecem escondidas para o público. Isso afeta a vida cotidiana. Devido a sua identidade cristã, muitos vivem insegurança no emprego, abandono da família, amigos e até cônjuges; eles são vítimas de abuso verbal, mental e físico, e não são dadas oportunidades iguais, sob a lei, para se identificar como cristãos e se casar com quem quiserem. | ” |
|   | — Jornalista que acompanhou a rotina de cristãos tunisianos. |   |

Entre 2010 e 2011, todo o mundo árabe foi sacudido por grandes protestos, que, dentre outras pautas, clamavam por mais democracia, e ficaram conhecidos por Primavera Árabe. Tais protestos se iniciaram justamente na Tunísia, e serviram de inspiração para outros países, após ocorrer a derrubada do então presidente tunisiano, Zine el-Abidine Ben Ali, que ocupava o cargo desde 1987. Essa foi a chamada Revolução de Jasmim. Uma nova constiuição foi promulgada em 2014, e esta estabelecia o compromisso do povo tunisino "com os ensinamentos do Islão", e tal fé como a religião do Estado. Ainda assim, os católicos a consideram um progresso, já que garante as liberdades religiosa e de consciência, incluindo conversões religiosas, como as que ocorrem do Islã para o Cristianismo, o que seria inconcebível em muitos países islâmicos. Há uma pressão social e oficial cada vez maior a favor de um Islamismo mais conservador, em especial nas pequenas cidades e nas zonas rurais. Apesar de não se registrarem ataques terroristas na Tunísia desde 2015, o histórico cemitério cristão de Sfax foi profanado em fevereiro de 2017.
O acordo de 1964 entre o governo e a Santa Sé ainda permanece em vigor, porém uma fonte anônima deu um entrevista à Fundação ACN, e afirmou que "[O acordo] dá-nos certeza legal, mas também traz restrições. Segundo este modus vivendi, não somos autorizados a fazer expressões públicas da fé católica, como por exemplo procissões ou algo semelhante. No geral, este acordo proíbe qualquer forma de proselitismo". Há Vários indícios que sugerem o governo da Tunísia estaria disposto a dar mais poder aos grupos minoritários, incluindo os não muçulmanos. O Presidente Béji Caïd Essebsi desejava revogar um decreto de 1973 que proíbe as mulheres tunisianas muçulmanas de casarem com homens não muçulmanos. Segundo ele, este é "um obstáculo à liberdade de escolha do cônjuge".
Ainda que haja o crescimento do radicalismo no país, as tensões têm se mantido baixas entre os cristãos em geral e os muçulmanos. O vigário geral da Arquidiocese de Túnis, padre Nicolas Lhernould, deu uma entrevista à Aleteia no dia 31 de janeiro de 2016, e afirmou que no Natal recentemente comemorado, no fim de 2015, "as igrejas estavam repletas", mesmo com um atentado ocorrido no centro da capital, algumas semanas antes. "Muitos amigos tunisianos [presume-se que fossem muçulmanos] vieram por curiosidade, para ver como festejamos o Natal". A Igreja afirma que há obras de caridade desenvolvidas em cooperação com associações muçulmanas, e que nas dez escolas administradas por ela no país, a maioria dos alunos são muçulmanos.
| “ | Muitos muçulmanos nos procuraram nas igrejas para pedir perdão. Se essa atitude parece estranha ao ocidente, na Tunísia não o é; a hospitalidade é algo sagrado para o tunisiano – quando se hospeda alguém, assume-se perante Deus a responsabilidade pelo bem-estar daquele hóspede. | ” |
|   | — Padre Nicolas Lhernould, vigário geral da Arquidiocese de Túnis. |   |

No dia 9 de fevereiro de 2020, o padre Lhernould foi consagrado bispo na catedral de Túnis, sendo transferido para a Diocese de Constantine, na Argélia. A cerimônia foi realizada com grande pompa por quinze bispos e sessenta padres (vindos também da Argélia e Marrocos), reunindo centenas de fiéis. A grande participação popular deve-se ao fato de que a última ordenação episcopal na Tunísia ocorreu em 1962, seis anos após a independência do país, e realizou-se na catedral de Cartago, que foi profanada e tornou-se um local cultural.

## Organização territorial

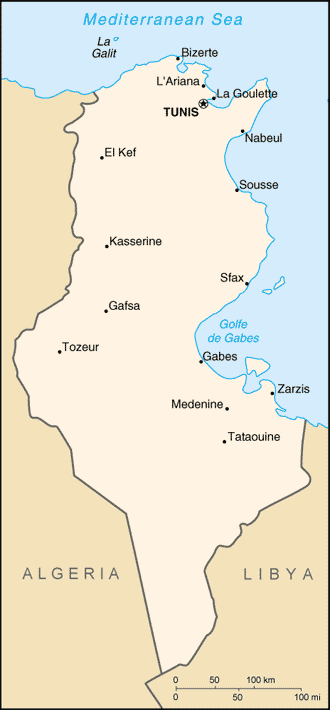
A Arquidiocese de Túnis engloba todo o território tunisiano

O catolicismo está presente no país com uma única circunscrição, a Arquidiocese de Túnis. Porém, pela sua rica história de presença cristã na Antiguidade, a Tunísia já teve diversas dioceses, que hoje são chamadas de sés titulares, ou seja, que estão extintas na prática, mas que ainda possuem seu título.

### Sés titulares
Pela sua rica história de presença cristã na Antiguidade, a Tunísia já teve diversas dioceses, que hoje são chamadas de sés titulares, ou seja, que estão extintas na prática, mas que ainda possuem seu título. Todas estão listadas abaixo:
- Uma sé metropolitana:

1. Arquidiocese de Cartago

- 343 sés titulares:

1. Abaradira
2. Ábaros
3. Abir Germaniciana
4. Abir Maior
5. Abida
6. Abitinas
7. Ábora
8. Absa Sala
9. Abtugnos
10. Abziros
11. Ácola
12. África
13. Afufênia
14. Agbia
15. Agar
16. Agersel
17. Altiburo
18. Amedara
19. Amudarsa
20. Ancusa
21. Ápisa Maior
22. Aptuca
23. Águas Albas em Bizacena
24. Águas em Bizacena
25. Águas em Proconsular
26. Águas Novas em Proconsular
27. Águas Régias
28. Arados
29. Assuras
30. Aurusuliana
31. Ausafa
32. Dusana
33. Ausuaga
34. Autentos
35. Auzegera
36. Avensa
37. Aviocala
38. Avissa
39. Avita Biba
40. Bahana
41. Bararo
42. Basilínoplis
43. Bassiana
44. Bavagaliana
45. Belalos
46. Bencena
47. Benevento
48. Benefa
49. Bilta
50. Bísica
51. Bládia
52. Bonusta
53. Boseta
54. Bossa
55. Botriana
56. Buleliana
57. Bula
58. Bula Régia
59. Bulna
60. Bure
61. Burunos
62. Buslacena
63. Cabarsussos
64. Ceciros
65. Canápio
66. Capsa
67. Carcábia
68. Cariana
69. Carpos
70. Cebarades
71. Céfala
72. Celas em Proconsular
73. Cenas
74. Cenculiana
75. Cérbalos
76. Cercina
77. Cusira
78. Cibaliana
79. Cilíbia
80. Cílio
81. Cincaros
82. Císsita
83. Clípia
84. Crepédula
85. Crésima
86. Cúbda
87. Cúfruta
88. Cúlusos
89. Cúrubis
90. Decoriana
91. Dices
92. Dionisiana
93. Druas
94. Drusiliana
95. Dura
96. Edisciana
97. Egnácia
98. Eguga
99. Elefantária em Proconsular
100. Élias
101. Escebaciana
102. Febiana
103. Férados Maior
104. Férados Menor
105. Fílaca
106. Fissiana
107. Foraciana
108. Forontoniana
109. Furnos Maior
110. Furnos Menor
111. Gaguaros
112. Garriana
113. Gêmelas em Bizacena
114. Germaniciana
115. Girba
116. Gísipa
117. Giufos
118. Giufos Salária
119. Gor
120. Graciana
121. Gubaliana
122. Gumos em Bizacena
123. Gumos em Proconsular
124. Gunela
125. Gurza
126. Hadrumeto
127. Hermiana
128. Hierpiniana
129. Hilta
130. Hipo Diarrito
131. Hirina
132. Hórrea Célia
133. Horta
134. Jubalciana
135. Junca em Bizacena
136. Lacubaza
137. Lápda
138. Lares
139. Leptímino
140. Libertina
141. Limisa
142. Luperciana
143. Macon
144. Macriana Maior
145. Macriana Menor
146. Mactaris
147. Madarsuma
148. Maraguia
149. Marazanas
150. Marazanas Régias
151. Marceliana
152. Masclianas
153. Matara em Proconsular
154. Materiana
155. Maciana
156. Maximiana em Bizacena
157. Máxula Prates
158. Medelos
159. Mediana
160. Megalópolis em Proconsular
161. Melzos
162. Membressa
163. Menefessos
164. Mibiarca
165. Midica
166. Mididos
167. Migirpa
168. Mimiana
169. Missua
170. Mizigos
171. Mozotcoros
172. Mulos
173. Munaciana
174. Mustos
175. Múcia
176. Muzuca em Bizacena
177. Muzuca em Proconsular
178. Nara
179. Naragara
180. Naciona
181. Neápolis em Proconsular
182. Nepte
183. Nova
184. Nunlulos
185. Oba
186. Octaba
187. Octábia
188. Pária em Proconsolar
189. Pederodiana
190. Pértusa
191. Pia
192. Písita
193. Precausa
194. Presídio
195. Pupiana
196. Pupos
197. Púcia em Bizacena
198. Questoriana
199. Rucuma
200. Rufiniana
201. Ruspe
202. Rusuca
203. Saia Maior
204. Sassura
205. Escílio
206. Sebarga
207. Segermes
208. Selenselas
209. Selendeta
210. Semina
211. Senta
212. Septimunícia
213. Serra
214. Severiana
215. Sica Venéria
216. Sicena
217. Siciliba
218. Simidica
219. Simingos
220. Siminina
221. Simitu
222. Sina
223. Sinuara
224. Suas
225. Súcuba
226. Sufes
227. Sufétula
228. Suliana
229. Sulecto
230. Silulos
231. Sutunurca
232. Tabalta
233. Tábora
234. Tácia Montana
235. Tádua
236. Tagarata
237. Tagárbala
238. Tagária
239. Tagase
240. Talaptula
241. Tamaluma
242. Tamata
243. Tamazenos
244. Tambeas
245. Tanudaia
246. Taparura
247. Taraqua
248. Tarasa em Bizacena
249. Teglata em Proconsular
250. Tela
251. Temuniana
252. Tepelta
253. Tetcos
254. Tabraca
255. Tagamuta
256. Tala
257. Tapso
258. Tasbalta
259. Telepte
260. Tenas
261. Têudalis
262. Teuzos
263. Tíbaris
264. Tibica
265. Tibiuca
266. Tiges
267. Tignica
268. Tímida
269. Tímida Régia
270. Tisíduo
271. Tizica
272. Tuburbo Maior
273. Tuburbo Menor
274. Tubúrnica
275. Tubúrsico-Bure
276. Tuca Terebentina
277. Tucabora
278. Tuga
279. Tunigaba
280. Tunudruma
281. Tunusuda
282. Tisdro
283. Tígias
284. Tigima
285. Tíguala
286. Tinisa em Proconsular
287. Tisilos
288. Títulos em Proconsular
289. Trisipa
290. Trofimiana
291. Tubernuca
292. Tubulbaca
293. Tubiza
294. Tulana
295. Túnis
296. Tununa
297. Túrris em Bizacena
298. Túrris em Proconsular
299. Túrris Tamâlenos
300. Turrisblanda
301. Turuzos
302. Tusuro
303. Úcula
304. Uquos Maior
305. Ucres
306. Ululos
307. Unizibira
308. Upena
309. Urusos
310. Úsula
311. Utina
312. Útica
313. Útima
314. Utimira
315. Uzalis
316. Uziparos
317. Uzita
318. Vaga
319. Valentiniana
320. Vális
321. Vartana
322. Vassinassa
323. Vazaros
324. Vazaros-Dida
325. Vazos-Sarra
326. Vegesela em Bizacena
327. Vertara
328. Vibiana
329. Victoriana
330. Vico de Atério
331. Vico de Augusto
332. Vico Túrris
333. Vilamagna em Proconsular
334. Vina
335. Vinda
336. Vita
337. Volos
338. Zama Maior
339. Zama Menor
340. Zarna
341. Zela
342. Zica
343. Zuros

## Conferência Episcopal
A reunião dos bispos tunisianos, além dos bispos da Argélia, Líbia, Marrocos e Saara Ocidental forma a Conferência Episcopal Regional do Norte da África, que foi criada em 1966.

## Nunciatura Apostólica
A Nunciatura Apostólica da Tunísia foi criada em 1972.

## Visitas papais
O país foi visitado pelo Papa São João Paulo II no dia 14 de abril de 1996. Em seu discurso às autoridades políticas e religiosas, ele afirmou sobre a Igreja Católica tunisiana:
| “ | Devo confessar que me emocionei ao vir para este país que evoca páginas gloriosas da história do cristianismo. Quem poderia esquecer os nomes de Cipriano, Tertuliano e Agostinho? Lembrei-me deles nesta manhã, orando com a comunidade cristã. Mas como não mencionar também, com admiração, a contribuição da civilização árabe e o papel de seus pensadores, especialmente na transmissão das ciências, ou também os escritos do grande filósofo tunisiano ibne Caldune, pioneiro no campo da reflexão histórica e sociológico? | ” |
|   | — Papa São João Paulo II em discurso a autoridades tunisianas. |   |

## Santos
| - Santo Aurélio - Santos Armogastes e Saturo - São Bonifácio - São Cecílio - São Cucufate - Santa Dativa - São Deográcias de Cartago | - Santa Dionísia - Santo Emiliano - Santo Epêneto - Santo Eugênio - São Félix de Hadrumeto - São Félix de Tibiúca - São Fulgêncio | - São Gaudioso de Nápoles - Santa Júlia - Santa Leôncia - São Maiórico - São Marcelino de Cartago - Mátires de Abitina - Mártires de Escílio | - Mártires de Útica - Santas Perpétua e Felicidade - São Quinciano de Rodes - Santa Restituta - São Servo - São Tércio - São Valeriano |

### Beatos
- Beato Antônio Neirotti[24]
- Beata Ângela Maria[24]